# Yasha Levine

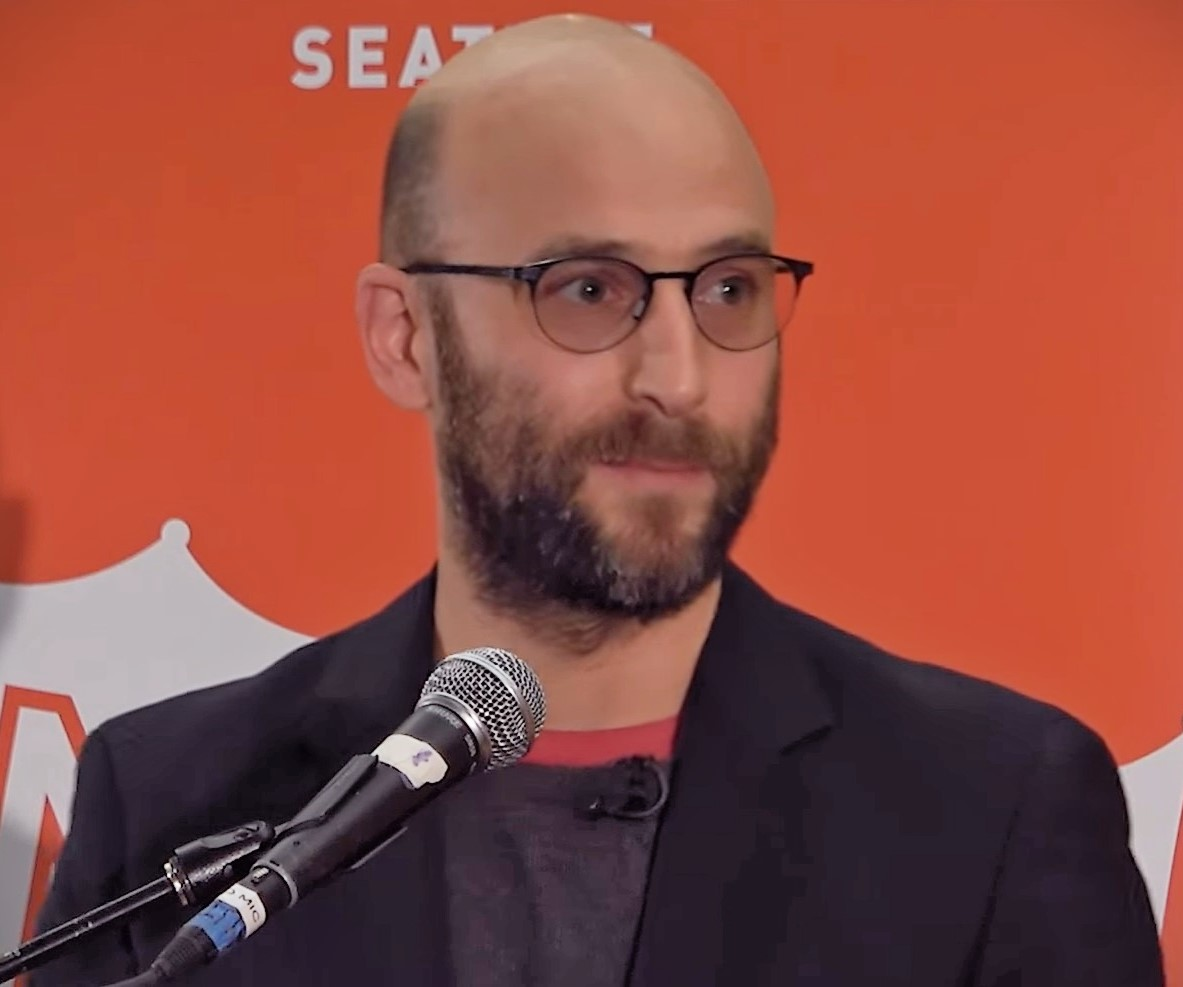
Yasha Levine en Pirata TV.

Yasha Levine es un periodista de investigación ruso-americano. Levine, quién nació en la Unión Soviética, fue el editor del diario satírico de Moscú The eXile (El exilio). Es el autor del libro Surveillance Valley: The Secret Military History of the Internet, que recibió buenas críticas de revistas como TheNew Yorker.  Levine también ha escrito otros libros, incluyendo A Journey Through California's Oligarch Valley, The Koch Brothers: A Short History, and The Corruption of Malcolm Gladwell También ha trabajado como corresponsal en PandoDaily, y ha escrito para Wired, The Nation, Slate, TIME, the New York Observer, entre otras. Es un cofundador proyecto S.H.A.M.E.